# Franco Simone
Francesco Luigi Simone (Acquarica del Capo, 21 de julio de 1949), conocido por su nombre artístico Franco Simone, es un cantautor y compositor italiano. Como autor y compositor, ganó la competición de música popular del Festival Internacional de la Canción de Viña del Mar de 2015 con la canción «Per fortuna», interpretada por Michele Cortese.
Además de grabar en su propia lengua también lo ha hecho en español, alcanzando grandes niveles de popularidad, no solo en su país, sino también en España y Latinoamérica, especialmente en Colombia, Argentina, Bolivia, Chile, México y Perú y Paraguay.

## Biografía
Su debut oficial fue en 1972, cuando ganó el Festival de Castrocaro en su país. En 1974, se presentó en el Festival de San Remo (Italia) con el tema «Fiume grande», cuyas dos versiones en francés («Je ne comprends plus rien») y en español («Río Grande») lograron vender centenares de millares de copias en diversas partes del mundo.[cita requerida] En 1976, editó su álbum El poeta y su guitarra y, al año siguiente, el sencillo «Respiro». Entonces comenzó a ganar mayor popularidad, principalmente en Argentina, Chile y Perú, países a los que viaja en reiteradas oportunidades.[cita requerida]
En 1984, se editó el álbum Camper que contiene la canción «Capitano». En 1985, se presentó en el Festival de San Remo con el tema «Ritratto». En los años sucesivos continuó editando nuevos álbumes, tanto en italiano como en español y actuando en diversos escenarios de Europa y América.
En 1993, la antología de éxitos en español La ley del alma (y de la piel) alcanzó el puesto 13 en la lista de Billboard en los Estados Unidos de América, el puesto número 1 en registros de idiomas distintos del inglés.
En 1995 su canción Paesaggio (Paisaje de 1978) interpretada en la versión de cumbia por la cantante argentina Gilda se mantuvo durante mucho tiempo en el 1er lugar del Hit Parade argentino.
En 2003, con motivo del festival de Viña del Mar en Chile, fue galardonado con el premio Lifetime Achievement Award de 130 periodistas de todo el mundo.
En Sudamérica y Europa, en sus 48 años de carrera obtuvo 12 discos de oro y en 2008 en Chile recibió el estatus de doble platino por el éxito del CD Grandes éxitos en castellano.
En 2011 su canción Paisaje de 1978, interpretada por el cantante de rock argentino Vicentico, se mantuvo en el 1er lugar en el Hit Parade argentino durante casi todo el año, ganando el premio Carlos Gardel 2012 como "Canción del año 2011".
Por invitación de Daniel Cantillana, cantante de Inti Illimani, grabó la canción española Bumerán a dúo con él.
Entre 2013 y 2014 compuso y presentó pieza a pieza la ópera rock sinfónica Stabat Mater, a partir del texto latino de Jacopone da Todi, del siglo XIII, interpretada en primera persona por el rockero Michele Cortese y el tenor Italiano-inglés Gianluca Paganelli. 
En 2015 escribió la música y la letra de la canción Per fortuna (Por Suerte) con la que Michele Cortese ganó la 56 edición del Festival de Viña del Mar en Chile (mejor canción y mejor interpretación internacional). Durante ese mismo año, Simone se desempeñó como entrenador de la primera temporada del programa televisivo The Voice Chile de Canal 13. 
El 21 de marzo de 2016 lanzó su último disco Carissimo Luigi (Franco Simone canta Luigi Tenco) con varias piezas de Luigi Tenco reinterpretadas.
Ese mismo año se estrenó en los cines argentinos la película biográfica "Gilda, no me arrepiento de este amor" dirigida por Lorena Muñoz, con la banda sonora "Paisaje" de Franco Simone cantada por Natalia Oreiro, la protagonista que interpreta a la cantante argentina.
En 2017 colabora y produce el disco de la soprano Rita Cammarano "Angeli in prestito", que incluye sus temas "Respiro", "Se una notte", "Madrugada", "Oggi e sempre" (a dúo), "Virgo Virginum" y "Pro Peccatis" del "Stabat Mater" de Franco Simone, con otros dúos como "Barcarolle" y la única versión en español de "La vita è bella" de Nicola Piovani ("La vida es bella"). 
El 25 de mayo de 2018 lanzó el disco "Per Fortuna", canción triunfadora del "Festival di Viña del Mar" de 2015, que da título al recopilatorio, en italiano, español y dialecto de Salento.
En 2018 escribe y canta la canción Bailando sul prato a dúo con Rita Pavone y en 2020 escribe y canta la canción Come gira il mondo a dúo con Paolo Belli. 
En 2020 inicia su colaboración con Andrea Morricone con quien escribió 2 canciones (Azzurri gli Oceani y Cambia la città) incluidas en el disco Franco è il nome (Franco es el nombre) (primero de una trilogía) lanzado en 2021 que contiene además de sus éxitos (Respiro, Cara Droga, A quest'ora, Tentazione, Gocce, Tu per me) revisitadas y reorganizadas por Alex Zuccaro, las versiones de Caruso de Lucio Dalla y la traducción de Hello (Solo se mi vuoi) de Lionel Richie, junto a los duetos con Rita Pavone y Paolo Belli, y otras canciones nuevas, incluidas las cantadas a dúo con Cinzia Marzo (de Officina Zoè) y con Zeta (Benedetta Zuccaro).
En 2022 celebra sus 50 años de carrera con la nominación de Caballero de Mario Draghi, una gira triunfal en Chile y el lanzamiento de un nuevo disco, Simone è il cognome (Simone es el apellido) (segundo de la trilogía), que contiene, además de su éxitos (Paisaje, La casa in via del Campo, Ritratto, Capitano, L'infinito tra le dita, Sogno della galleria, Sono nato cantando, Notte di San Lorenzo y Totò) reorganizado por Alex Zuccaro, versión de Povera Patria de Franco Battiato y de Mina's L'Ultima occasione y otros temas nuevos como Figlia, Acqua e Luce, y duetos con Paola Arnesano y Antonio Amato.

## Discografía
- 1972 - Con gli occhi chiusi e i pugni stretti/Senza un'ombra d'amore (Ri-Fi, RFN NP 16501)
- 1973 - Questa cosa strana/Ancora lei (Ri-Fi, RFN NP 16534)
- 1973 - Mi esplodevi nella mente/Allegramente (Ri-Fi, RFN NP 16549)
- 1974 - Fiume grande/La bella spettinata (Ri-Fi, RFN NP 16565)
- 1974 - Mi darai da bere/Il corvo, il vulcano e la notte (Ri-Fi, RFN NP 16585)
- 1974 - La notte mi vuole bene/Darling Christina (Ri-Fi, RFN NP 16586)
- 1975 - Mi darai da bere/Il corvo, il vulcano e la notte (Ri-Fi, RFN NP 16600)
- 1976 - Miele e fuoco/Triangolo (Ri-Fi, RFN NP 16636)
- 1976 - Tu... e così sia/Che cosa vuoi? (Ri-Fi, RFN NP 16656)
- 1976 - Tentazione/Bella quando (Ri-Fi, RFN NP 16690)
- 1977 - Il vecchio del carrozzone/Mia più mia più mia (Ri-Fi, RFN NP 16713)
- 1977 - Il cielo in una stanza/Sarà (Ri-Fi, RFN NP 16718)
- 1977 - Respiro/Poeta forse (Ri-Fi, RFN NP 16738)
- 1978 - Paesaggio/La chiave (Ri-Fi, RFN NP 16768)
- 1978 - La casa in via del campo/La ferrovia (Ri-Fi, RFN NP 16781)
- 1978 - Cara droga/Words (Ri-Fi, RFN NP 16804)
- 1979 - A quest'ora/Voglio farti un regalo (Franco Simone & C. / WEA, FS5001)
- 1980 - Tu per me/Chiedimi tutto (Franco Simone & C. / WEA, FS5002)
- 1981 - Il mondo/L'uva (Franco Simone & C. / WEA, FS5003)
- 1982 - Sogno della galleria/Io e Firenze (Franco Simone & C. / WEA, FS-5004)
- 1983 - Notte di San Lorenzo/Magia (SGM, SGM-72002)
- 1985 - Ritratto/Via da Amsterdam (SGM, SGM 81002)
- 1985 - Gli uomini/Io vorrei... non vorrei... ma se vuoi (SGM, SGM 81004)
- 1989 - Per te, Armenia (con artisti vari)/Sono caduti (New Enigma Records, NEM 47002)
- 1972 - Se di mezzo c'è l'amore (Ri-Fi, RDZ-ST S 14226)
- 1973 - Dolce notte Santa notte (con Iva Zanicchi, Fred Bongusto e Corrado Castellari (Ri-Fi, RDZ-ST S 14232)
- 1974 - La notte mi vuole bene (Ri-Fi, RDZ-ST S 14240)
- 1976 - Il poeta con la chitarra (Ri-Fi, RDZ-ST S 14274)
- 1977 - Respiro (Ri-Fi, RDZ-ST S 14287)
- 1978 - Paesaggio (Ri-Fi, RDZ-ST S 14300)
- 1979 - Franco Simone (Franco Simone & C. / WEA, FS 9001)
- 1980 - Racconto a due colori (Franco Simone & C. / WEA, FS 9002)
- 1982 - Gente che conosco (Franco Simone & C. / WEA, FS 9004)
- 1984 - Camper (SGM, 91001)
- 1986 - Il pazzo, lo zingaro ed altri amici (Targa, TAL 1413)
- 1989 - Totò (Skizzo / Fonit Cetra, LPX 233)
- 1990 - Vocepiano - dizionario dei sentimenti (Skizzo - Discomagic, LP 486)
- 1995 - Venti d'amore (2 inediti) (Nibbio / Skizzo - Fonit Cetra, CDL 391)
- 1996 - Una storia lunga una canzone (Nibbio / Skizzo - Fonit Cetra, CDL 410)
- 1998 - Notturno fiorentino (Nibbio / Skizzo - RTI, CNT 21132)
- 2001 - Eliopolis - La città del sole (Segnali Caotici, 253750053-2)(con la grande orchestra balcanica di Nikos Papakostas)
- 2003 - Dizionario (rosso) dei sentimenti - VocEpiano (Azzurra, DA1012) (+ DVD)
- 2010 - Nato tra due mari (CD La musica del mare + DVD Le parole del mare - Skizzo distribuzione Self, ICEBOX 10/05)
- 2011 - C'era il sole ed anche il vento... (compilación curata interamente da Franco Simone stesso) - Skizzo distribuzione Self, ICEBOX 10/06
- 2011 - La musica del mare (ristampa del CD "La musica del mare" del cofanetto "Nato tra due mari" del 2010 con bonus track "Accanto" vincitrice del Globo d'oro 2011 come migliore canzone da film (Skizzo distribuzione Self, ICEBOX 10/07)
- 2014 - Stabat Mater, opera rock-sinfonica (testo latino di Jacopone da Todi) con Michele Cortese e Gianluca Paganelli, special guest Rita Cammarano.
- 2016 - Carissimo Luigi (Franco Simone canta Luigi Tenco).
- 2018 - Per fortuna (Compilation) “Per fortuna” canción triunfadora del "Festival di Viña del Mar" de 2015 como mejor canción internacional.
- 2021 - Franco è il nome (Skizzo Edizioni Musicali).
- 2022 - Simone è il cognome (Skizzo Edizioni Musicali).

## Filmografía
- La carpa del amor (1979)
- La discoteca del amor (1980)

Ambas fueron grabadas en Argentina.